# Lừa ở Hoa Kỳ

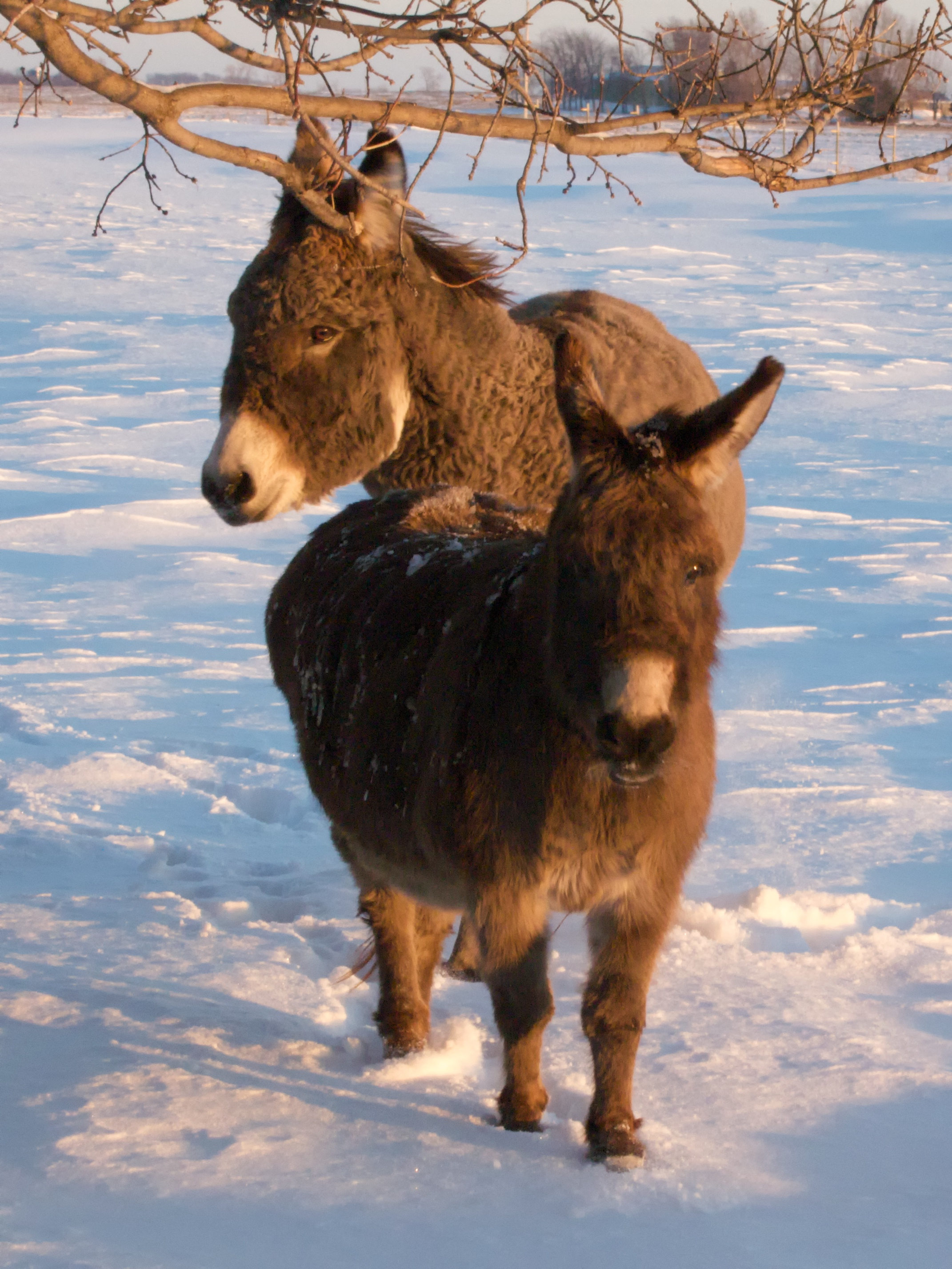
Lừa ở Hoa Kỳ

Những con lừa ở Hoa Kỳ chiếm khoảng 0,1% dân số lừa đảo trên toàn thế giới. Chúng lần đầu tiên được đưa đến thế giới mới của Christopher Columbus trong thế kỷ 15, và một lần đến Mexico vào thế kỷ 16, lan rộng về phía bắc vào những gì ngày nay là Hoa Kỳ. Một số con lừa được lai tạo ở phần phía đông của lục địa từ các giống lừa nhập khẩu từ châu Âu. Trong kỷ nguyên cao điểm đào vàng trong thế kỷ 19, nhiều con lừa được bổ sung đến miền Tây Hoa Kỳ để sử dụng làm động vật vận chuyển và động vật làm việc trong ngành công nghiệp khai thác mỏ. Một số nguồn tin cho rằng không có giống lừa Bắc Mỹ đích thực, và đúng là những con lừa ở Canada và Hoa Kỳ được phân loại theo kích thước của chúng như những con lừa nhỏ, tiêu chuẩn hoặc khổng lồ. Tuy nhiên, có những cơ quan đăng ký thuần chủng tại Hoa Kỳ lại phân chúng thành lừa lông màu), Lừa ma mút Hoa Kỳ, và lừa cỡ nhỏ. Ba phân loại kích thước đã được báo cáo là giống cho cơ sở dữ liệu đa dạng động vật trong nước của Tổ chức Lương thực và Nông nghiệp Liên Hợp Quốc do Chương trình Quốc gia về giống cây trồng của Sở nghiên cứu nông nghiệp thuộc Bộ Nông nghiệp Hoa Kỳ.

## Lịch sử ban đầu
Những con lừa đầu tiên đến châu Mỹ trên tàu của chuyến đi thứ hai của Christopher Columbus, và đã xuống vùng Hispaniola năm 1495. Trong những ngày đầu của cuộc chinh phục, những con đực được đánh giá cao nhằm sản sinh la, được coi là động vật cưỡi ngựa của người Tây Ban Nha, và dành riêng cho giới quý tộc. được lai tạo cho các cuộc thám hiểm đến lục địa Mỹ, với những con đực được được dùng phổ biến làm động vật vận chuyển hàng và những con cái để cưỡi. Các lần sinh sản đầu tiên ra con la, cùng với ba con lừa đực và 12 lừa cái, đến Mexico từ Cuba mười năm sau khi chinh phục người Aztec năm 1521.
Các con la được sử dụng trong các mỏ bạc, và mỗi tiền đồn Tây Ban Nha trong đế chế nuôi con la riêng của mình từ đó nó trưởng thành thành lừa riêng. Những con lừa đến với số lượng lớn ở miền tây Hoa Kỳ trong thời gian đào vàng thế kỷ XIX, như động vật thồ hàng và để sử dụng trong các mỏ và các nhà máy nghiền quặng. Việc sử dụng các con lừa có kích thước lớn đã kết thúc với sự kết thúc vụ bùng nổ khai thác vàng và sự ra đời của các tuyến đường sắt ở phương Tây. Với ít giá trị, nhiều loài động vật đã trở nên lỏng lẻo để trở thành quần thể của các bầy đàn tự do chuyển vùng sống ở phương Tây Hoa Kỳ ngày nay.